# Braunia subplicata
Braunia subplicata är en bladmossart som beskrevs av Nathaniel Lord Britton 1896. Braunia subplicata ingår i släktet Braunia och familjen Hedwigiaceae. Inga underarter finns listade i Catalogue of Life.